# 2-й Петергофский мост
2-й Петергофский мост — автодорожный железобетонный рамно-консольный мост через Дудергофский канал в Красносельском районе Санкт-Петербурга. 

## Расположение
Расположен по боковому проезду Петергофского шоссе. Рядом с мостом расположен Южно-Приморский парк.
Выше по течению находится 1-й Петергофский мост, ниже — мост Ахмата Кадырова.
Ближайшая станция метрополитена — «Проспект Ветеранов».

## Название
До 2010 года мост был безымянным, в 2010 году получил название 2-й Петергофский по наименованию Петергофского шоссе (расположенный выше по течению мост был назван 1-м Петергофским).

## История
Мост построен в 1982 году по проекту инженера «Ленгипроинжпроекта» А. А. Соколова. Работы выполнены трестом «Ленмостострой».

## Конструкция
Мост однопролётный железобетонный, рамно-консольной системы (трёхшарнирная рама) с криволинейным очертанием нижнего пояса. Конструкция однотипна 1-му Петергофскому мосту, расположенному выше по течению. Ригель рамы выполнен из сборных железобетонных элементов заводского изготовления, омоноличенных с «ногами» рамы. Балки-консоли смыкаются в середине пролёта посредством несовершенного шарнира. Железобетонная плита проезжей части включена в работу главных балок. Устои массивные, из монолитного железобетона, на естественном основании, облицованы гранитом. Фасады облицованы металлическим листом. К устоям примыкают низкие подпорные стенки. Общая длина моста составляет 36 м, ширина моста — 22 м.
Мост предназначен для движения автотранспорта и пешеходов. Проезжая часть моста включает в себя 2 полосы для движения автотранспорта. Покрытие проезжей части и тротуаров — асфальтобетон. Тротуары на мосту устроены в повышенном уровне, ограждения тротуаров от проезжей части отсутствуют. Перильное ограждение — чугунные литые решетки с металлическими вставками, завершаются на устоях гранитным парапетом. С верховой стороны моста устроены гранитные лестничные спуски.